# Підгородне I
Підгоро́дне I — пасажирський залізничний зупинний пункт Рівненської дирекції Львівської залізниці.
Розташований неподалік від села Підгородне, Любомльський район, Волинської області на лінії Ковель — Ягодин між станціями Мацеїв (10 км) та Любомль (13 км).
Станом на лютий 2019 року щодня три пари дизель-потягів прямують за напрямком Ковель-Пасажирський — Ягодин.